# Rodney Pattisson
Rodney Stuart Pattisson (ur. 5 sierpnia 1943 w Campbeltown) – brytyjski żeglarz sportowy. Trzykrotny medalista olimpijski.
Urodził się w Szkocji. Na trzech olimpiadach z rzędu stawał na podium w klasie Latający Holender, za każdym razem z innym partnerem. Po pierwszym triumfie zrezygnował ze służby w Royal Navy. Był także mistrzem świata. Do czasów Bena Ainslie był najbardziej utytułowanym na igrzyskach brytyjskim żeglarzem.

## Starty olimpijskie (medale)
Meksyk 1968
- Latający Holender –  złoto

Monachium 1972
- Latający Holender –  złoto

Montreal 1976
- Latający Holender –  srebro